# Sandiatangare
De sandiatangare (Stilpnia meyerdeschauenseei synoniem: Tangara meyerdeschauenseei) is een zangvogel uit de familie Thraupidae (tangaren). De soort werd in 1980 ontdekt en verzameld en in 1985 geldig beschreven door Schulenberg & Binford en als eerbetoon vernoemd naar de Amerikaanse ornitholoog Rodolphe Meyer de Schauensee. Het is een gevoelige, endemische vogelsoort binnen een klein gebied in Peru.

## Herkenning
De vogel is 14 cm lang. Het is een dof gekleurde vogel met weinig opvallende contrasten in het verenkleed. De kleurindruk hangt af van de belichting en is overwegend troebel melkkleurig met een blauwe of groene glans. De kruin is licht okerkleurig met een groenachtige glans. De kop is rond het oog donkergrijs. Het vrouwtje is nog meer dof gekleurd.

## Verspreiding en leefgebied
Deze soort is endemisch op de oostelijke helling van de Andes van uiterst zuidoostelijk Peru in de provincie Puno. De oorspronkelijke leefgebieden waren droge, met spaarzaam bos en struikgewas begroeide hellingen tussen de 1750 en 2200 m boven zeeniveau. De vogel wordt nu ook in tuinen en langs bosranden waargenomen.

## Status
De sandiatangare heeft een beperkt verspreidingsgebied. De grootte van de populatie werd in 2016 door BirdLife International geschat op 600 tot 1700 individuen en de populatie-aantallen nemen toe. Dankzij ontbossingen ontstaan in het gebied meer bosranden en gebied met struikgewas, waar de vogel vaak wordt gezien. Het areaal waarbinnen de vogel voorkomt blijft klein, daarom staat deze soort als gevoelig op de Rode Lijst van de IUCN.